# Tanjungkerta (Kroya)
Tanjungkerta is een bestuurslaag in het regentschap Indramayu van de provincie West-Java, Indonesië. Tanjungkerta telt 6341 inwoners (volkstelling 2010).